# Dorylaimopsis punctata
Dorylaimopsis punctata är en rundmaskart som beskrevs av E. Ditlevsen 1918. Dorylaimopsis punctata ingår i släktet Dorylaimopsis och familjen Comesomatidae. Arten är reproducerande i Sverige. Inga underarter finns listade i Catalogue of Life.